# Zamarada viettei
Zamarada viettei là một loài bướm đêm trong họ Geometridae.